# Knight Bachelor

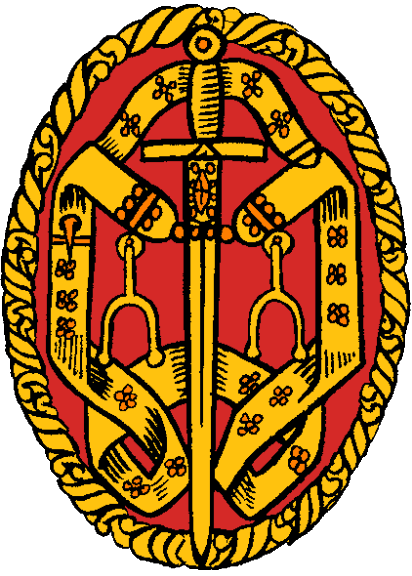
L'insegna dei Knight Bachelor come stabilita dal decreto del 1926

Il Knight Bachelor è un rango che fa parte del sistema di onorificenze britanniche. Viene concesso a un uomo che riceva il cavalierato da parte del monarca senza però essere membro di un ordine cavalleresco.
È il rango cavalleresco più antico costituito in Inghilterra e venne già approvato da Enrico III (1º ottobre 1207 – 16 novembre 1272), ma è considerato inferiore al Knight Banneret.
Non vi è una controparte femminile: le donne che abbiano tale merito ottengono il titolo di Dama di Commenda dell'Ordine dell'Impero Britannico.

## Criteri di conferimento
L'onorificenza di Knight Bachelor viene concessa solitamente per meriti pubblici, tra cui spiccano di diritto tutti i giudici delle alte corti d'Inghilterra e Galles. Un cavaliere che entri in un ordine cavalleresco, se nei gradi più alti, ha di diritto il titolo di "Sir", che viene concesso anche a tutti i Bachelors.

## Insegne

Il nastrino

Sino al 1926 i Knights Bachelor non avevano un'insegna specifica da adottare, ma fu in quell'anno che Giorgio V emanò un decreto con il quale autorizzava gli insigniti a indossare un contrassegno nelle occasioni appropriate. L'insegna, che viene portata solitamente sopra la spalla sinistra, consiste in un medaglione ovale color vermiglio con una spada centrale attorniata da finimenti e da due staffe per cavallo; attorno, una decorazione ad anello in oro.
Nel 1974, Elisabetta II stabilì anche la possibilità da parte degli insigniti di indossare nelle occasioni ufficiali una decorazione con il medesimo disegno da portarsi al collo, di minore grandezza, e l'utilizzo anche di una miniatura per le occasioni meno rilevanti.

## Imperial Society of Knights Bachelor
La Imperial Society of Knights Bachelor venne fondata nel 1908 per mantenere e conservare la dignità dei Knights Bachelor, ottenendo un riconoscimento da parte del sovrano nel 1912. La società si preoccupa ancora oggi di tenere il registro di tutti gli insigniti.

## Insigniti famosi
Tra i Knights Bachelor più noti si ricordano: 
- Isaac Newton
- Roger Penrose
- Roger Moore
- Ian McKellen
- Elton John
- Alec Guinness
- Basil Rathbone
- Laurence Olivier
- Michael Caine
- Paul McCartney
- Antonio Pappano
- George Martin
- Rex Harrison
- Peter Ustinov
- Richard Attenborough
- Sean Connery
- John Eliot Gardiner
- Anthony Hopkins
- Daniel Day-Lewis
- Ringo Starr
- Barry Gibb
- Andy Murray
- Alex Ferguson
- Kenneth Branagh
- Stanley Matthews
- Roger Scruton
- Christopher Pissarides
- Lewis Hamilton
- Tom Moore
- Rod Stewart
- Brian May
- Christopher Lee
- Christopher Nolan
- David Beckham